# NGC 5108
NGC 5108 is een balkspiraalstelsel in het sterrenbeeld Centaur. Het hemelobject werd op 3 juni 1836 ontdekt door de Britse astronoom John Herschel.

## Synoniemen
- ESO 444-20
- MCG -5-32-5
- PGC 46774